# Kepler-22
Kepler-22 è una stella nana gialla visibile nella costellazione del Cigno, ad una distanza di circa 610 anni luce (187 parsec) dal sistema solare. In corrispondenza della sua zona abitabile orbita un pianeta extrasolare. Con una magnitudine apparente di 11,7, Kepler-22 è troppo debole per essere vista ad occhio nudo, ma è indispensabile un telescopio avente un'apertura di almeno 4 pollici (10 cm) per poterla scorgere.

## Caratteristiche
Si tratta di una stella lievemente più piccola del Sole, con una massa ed un raggio approssimativamente pari al 97% degli analoghi parametri riferiti alla nostra stella (M⊙ e R⊙) ed una luminosità pari a circa l'80% della luminosità solare. La sua classe spettrale è G5, e anche se non è data a sapere la sua classe di luminosità, i valori di massa e raggio suggeriscono che, come il Sole, si tratta di una stella di sequenza principale. Le proiezioni della velocità di rotazione (v sin i) indicano un valore di 0,6 km/s, che suggerisce che il periodo di rotazione della stella sia piuttosto basso.

## Il sistema planetario

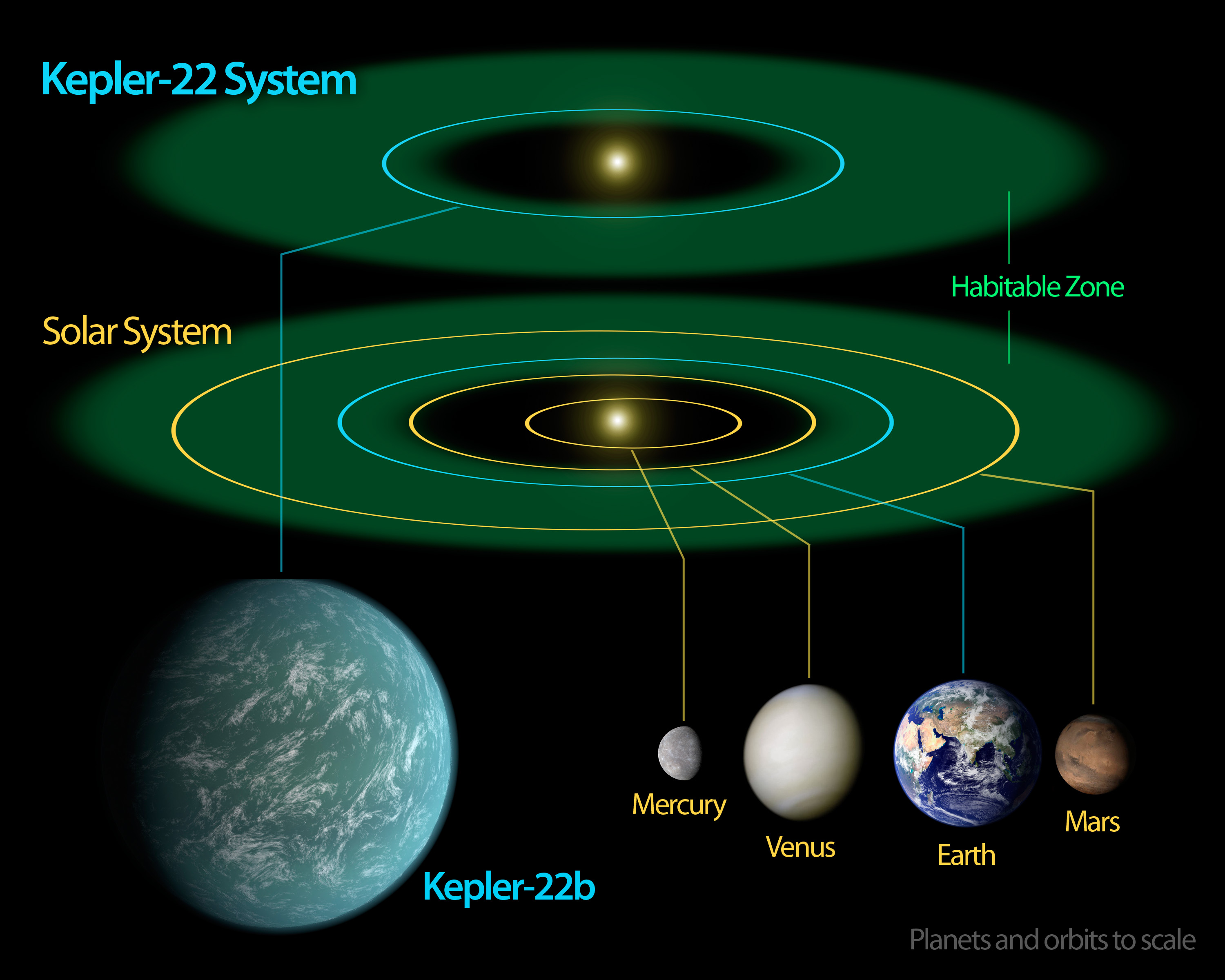
Il sistema di Kepler-22b rapportato al sistema solare.

Il 5 dicembre 2011 la comunità astronomica ha dato l'annuncio della scoperta, in orbita attorno alla stella, di un probabile esopianeta simile alla Terra (Kepler-22 b) in corrispondenza della zona abitabile del sistema. Si tratta della prima scoperta di un pianeta delle dimensioni della Terra (più precisamente si tratta di una super Terra) posta inequivocabilmente nella zona abitabile del proprio sistema planetario.
Non è chiara la natura del pianeta poiché non è nota con precisione la sua massa, tuttavia studi degli anni 2010 indicano che la maggior parte dei pianeti con un superiore a 1,6 volte quello terrestre potrebbero non essere pianeti rocciosi ma dei mininettuno senza superficie solida. Nel caso di Kepler-22 b, il cui raggio è superiore al doppio di quello terrestre, è anche possibile che si tratti di mondo oceanico.

### Prospetto
Segue un prospetto con i principali dati del pianeta orbitante.
| Pianeta | Massa      | Raggio | Periodo orb.  | Sem. maggiore | Eccentricità | Scoperta |
| ------- | ---------- | ------ | ------------- | ------------- | ------------ | -------- |
| b       | <9,1 M⊕--> | 2,1 R⊕ | 289,86 giorni | 0,812 UA      | <0,72        | 2011     |